# Uromyces airae-flexuosae
Uromyces airae-flexuosae ist eine Ständerpilzart aus der Ordnung der Rostpilze (Pucciniales). Der Pilz ist ein Endoparasit der Süßgrasgattung Deschampsia. Symptome des Befalls durch die Art sind Rostflecken und Pusteln auf den Blattoberflächen der Wirtspflanzen. Sie ist in weiten Teilen Europas verbreitet.

## Merkmale

### Makroskopische Merkmale
Uromyces airae-flexuosae ist mit bloßem Auge nur anhand der auf der Oberfläche des Wirtes hervortretenden Sporenlager zu erkennen. Sie wachsen in Nestern, die als gelbliche bis braune Flecken und Pusteln auf den Blattoberflächen erscheinen.

### Mikroskopische Merkmale
Das Myzel von Uromyces airae-flexuosae wächst wie bei allen Uromyces-Arten interzellulär und bildet Saugfäden, die in das Speichergewebe des Wirtes wachsen. Aecien oder Spermogonien der Art sind nicht bekannt. Die orangegelben Uredien des Pilzes wachsen oberseitig auf den Wirtsblättern. Seine hyalinen bis gelblichen Uredosporen sind 23–26 × 21–23 µm groß, meist breitellipsoid und stachelwarzig. Die beidseitig und auf Hüllrohren wachsenden Telien der Art sind schwärzlich und bedeckt, sie besitzen bisweilen wenige Paraphysen. Die goldenen bis kastanienbraunen Teliosporen sind einzellig, in der Regel eiförmig bis länglich und 31–37 × 18–20 µm groß. Ihre Stiele sind gelblich und bis zu 40 µm lang.

## Verbreitung
Das bekannte Verbreitungsgebiet von Uromyces airae-flexuosae reicht vom westlichen Russland bis auf die Britischen Inseln.

## Ökologie
Die Wirtspflanzen von Uromyces airae-flexuosae sind Deschampsia flexuosa und D. discolor. Der Pilz ernährt sich von den im Speichergewebe der Pflanzen vorhandenen Nährstoffen, seine Sporenlager brechen später durch die Blattoberfläche und setzen Sporen frei. Die Art verfügt über einen Entwicklungszyklus, von dem bislang lediglich Telien und Uredien sowie deren Wirt bekannt sind; Spermogonien und Aecien konnten dem Pilz nicht zugeordnet werden.